# Хайлъомское наречие
О транскрипции, используемой в этой статье, см. Койсанские языки
Хайлъомское наречие (хейкум, хейком; Haiǁom) — одно из наречий языка нама (койсанские языки) на севере Намибии, на котором говорят бушмены хайлъом. Распространено к востоку, юго-востоку и югу от солончака Этоша на юге области Ошикото, востоке Кунене и северо-западе Очосондьюпы. Небольшое количество носителей переселилось в ЮАР в район Кимберли. Возможно, отдельные носители есть в Анголе.
Общая число носителей свыше 16 тыс. человек (оценка, 1995 [Miller-Ockhuizen & Sands 1999]).
Наиболее близко к наречию чъакхой. Представлено восемью диалектами — мангетти-хайлъом (mangetti haiǁom), овамбо-хайлъом (owambo haiǁom), этоша-хайлъом (etosha haiǁom), къоо (ǃgoo), къайкос (ǃgaikos), кай (gai), цъуй (ǀui) и очинжау-хайлъом (otchinjau haiǁom). О последнем известно немного, возможно это другой язык.

## Люди
Хайлъомы традиционно являются охотниками-собирателями, и многие аспекты этой традиционной культуры сохранились, несмотря на политическую, экономическую и языковую маргинализацию этой группы. Характерные черты их культуры включают в себя целебные трансовые танцы, охотничью магию, употребление пищи из диких растений и насекомых, уникальную систему родства и именования, частое повествование и использование ландшафтно-терминальной системы для пространственной ориентации.
Хайлъомы живут в саванне на севере Намибии, в области, простирающейся от краев солончака Этоша и северных белых сельскохозяйственных районов до границы с Анголой – и, возможно, за ее пределами – на севере и Каванго на востоке. По данным Ethnologue, в 2006 году насчитывалось 48 400 носителей Хайлъома, но, как и все цифры о людях и языках с низкой репутацией и уровнем сообщения с внешним миром, этот подсчет может быть не очень надежным.